# Powaqqatsi
Powaqqatsi, também conhecido como Powaqqatsi: Life in Transformation, é um documentário americano lançado em 1988, dirigido por Godfrey Reggio e com música do compositor Philip Glass.
É o segundo filme da trilogia Qatsi, que é composta com os documentários Koyaanisqatsi (1983) e Naqoyqatsi (2002). Powaqqatsi vem da língua hopi, e quer dizer "vida em transformação".
Como os demais filmes da trilogia, não são apresentadas narrativas ou diálogos durante todo documentário. Apenas no final é revelado o significado do nome powaqqatsi.